# Keski-Karvatti
Keski-Karvatti, Ylimmäinen Karvatti och Ala-Karvatti, eller Korvattijärvet är sjöar i Finland. Keski-Karvatti och Ylimmäinen Karvatti ligger i kommunen Kemijärvi i landskapet Lappland, i den norra delen av landet, 700 km norr om huvudstaden Helsingfors. Korvattijärvet ligger 170,3 meter över havet. Arean är 20,2 hektar och strandlinjen är 3,07 kilometer lång. Sjön  ingår i Kemi älvs huvudavrinningsområde. 